# Hemistola siciliana
Hemistola siciliana is een vlinder uit de familie spanners (Geometridae). De wetenschappelijke naam is voor het eerst geldig gepubliceerd in 1935 door Prout.
De soort komt voor in Europa.